# Port lotniczy Eniwetok
Port lotniczy Eniwetok (IATA: ENT, ICAO PKMA) – port lotniczy zlokalizowany na atolu Eniwetok (Wyspy Marshalla).

## Linie lotnicze i połączenia
- Air Marshall Islands (Kwajalein)